# 国家助学金
国家助学金是中华人民共和国政府设立的一项用于资助家庭经济困难的全日制普通本科和专科在校学生（其中包括高等职业本科和第二学士学位）的助学金，由中央与地方政府共同出资设立。该助学金每学年评定一次，平均补助标准为每个学生每年3300元。在申请此助学金时，学生需在该年的9月30日前向其所在学校提出申请，各高校则于当年的11月15日前完成评审，并按月将助学金发放到受助学生手中。